# Judas Priest/Diskografie
Diese Diskografie ist eine Übersicht über die musikalischen Werke der britischen Metal-Band Judas Priest. Den Schallplattenauszeichnungen zufolge hat sie bisher mehr als 10,6 Millionen Tonträger verkauft. Ihre erfolgreichste Veröffentlichung ist das achte Studioalbum Screaming for Vengeance mit über 2,1 Millionen verkauften Einheiten.

## Alben

### Studioalben
| Jahr | Titel Musiklabel                                                               | Höchstplatzierung, Gesamtwochen, AuszeichnungChartplatzierungen (Jahr, Titel, Musiklabel, Platzierungen, Wochen, Auszeichnungen, Anmerkungen) | Höchstplatzierung, Gesamtwochen, AuszeichnungChartplatzierungen (Jahr, Titel, Musiklabel, Platzierungen, Wochen, Auszeichnungen, Anmerkungen) | Höchstplatzierung, Gesamtwochen, AuszeichnungChartplatzierungen (Jahr, Titel, Musiklabel, Platzierungen, Wochen, Auszeichnungen, Anmerkungen) | Höchstplatzierung, Gesamtwochen, AuszeichnungChartplatzierungen (Jahr, Titel, Musiklabel, Platzierungen, Wochen, Auszeichnungen, Anmerkungen) | Höchstplatzierung, Gesamtwochen, AuszeichnungChartplatzierungen (Jahr, Titel, Musiklabel, Platzierungen, Wochen, Auszeichnungen, Anmerkungen) | Anmerkungen                                                 |
| Jahr | Titel Musiklabel                                                               | DE | AT | CH | UK | US | Anmerkungen                                                 |
| ---- | ------------------------------------------------------------------------------ | --- | --- | --- | --- | --- | ----------------------------------------------------------- |
| 1974 | Rocka Rolla Gull Records (Decca)                                               | — | — | — | — | — | Erstveröffentlichung: 6. September 1974                     |
| 1976 | Sad Wings of Destiny Gull Records (Decca)                                      | — | — | — | — | — | Erstveröffentlichung: 26. März 1976                         |
| 1977 | Sin After Sin Columbia Records (CBS)                                           | — | — | — | UK23 (6 Wo.)UK | US— GoldUS | Erstveröffentlichung: 8. April 1977 Verkäufe: + 500.000     |
| 1978 | Stained Class Columbia Records (CBS)                                           | — | — | — | UK27 (5 Wo.)UK | US173 Gold · (3 Wo.)US | Erstveröffentlichung: 10. Februar 1978 Verkäufe: + 500.000  |
| 1978 | Killing Machine auch bekannt als: Hell Bent for Leather Columbia Records (CBS) | — | — | — | UK32 (9 Wo.)UK | US128 Gold · (7 Wo.)US | Erstveröffentlichung: 9. Oktober 1978 Verkäufe: + 500.000   |
| 1980 | British Steel Columbia Records (CBS)                                           | — | — | — | UK4 Silber · (18 Wo.)UK | US34 Platin · (20 Wo.)US | Erstveröffentlichung: 14. April 1980 Verkäufe: + 1.160.000  |
| 1981 | Point of Entry Columbia Records (CBS)                                          | DE19 (16 Wo.)DE | — | — | UK14 Silber · (5 Wo.)UK | US39 Gold · (25 Wo.)US | Erstveröffentlichung: 26. Februar 1981 Verkäufe: + 560.000  |
| 1982 | Screaming for Vengeance Columbia Records (CBS)                                 | DE23 (9 Wo.)DE | — | — | UK11 (9 Wo.)UK | US17 ×2Doppelplatin · (54 Wo.)US | Erstveröffentlichung: 17. Juli 1982 Verkäufe: + 2.100.000   |
| 1984 | Defenders of the Faith Columbia Records (CBS)                                  | DE21 (13 Wo.)DE | AT51 (1 Wo.)AT | CH12 (6 Wo.)CH | UK19 (5 Wo.)UK | US18 Platin · (38 Wo.)US | Erstveröffentlichung: 4. Januar 1984 Verkäufe: + 1.100.000  |
| 1986 | Turbo Columbia Records (CBS)                                                   | DE28 (13 Wo.)DE | AT51 (1 Wo.)AT | CH26 (2 Wo.)CH | UK33 (4 Wo.)UK | US17 Platin · (36 Wo.)US | Erstveröffentlichung: 15. April 1986 Verkäufe: + 1.100.000  |
| 1988 | Ram It Down Columbia Records (CBS)                                             | DE9 (15 Wo.)DE | AT14 (8 Wo.)AT | CH8 (7 Wo.)CH | UK24 (5 Wo.)UK | US31 Gold · (19 Wo.)US | Erstveröffentlichung: 17. Mai 1988 Verkäufe: + 550.000      |
| 1990 | Painkiller Columbia Records (CBS)                                              | DE7 (14 Wo.)DE | AT22 (2 Wo.)AT | CH14 (9 Wo.)CH | UK26 (2 Wo.)UK | US26 Gold · (20 Wo.)US | Erstveröffentlichung: 3. September 1990 Verkäufe: + 650.000 |
| 1997 | Jugulator Steamhammer (SPV)                                                    | DE9 (5 Wo.)DE | AT34 (3 Wo.)AT | CH43 (1 Wo.)CH | — | US82 (2 Wo.)US | Erstveröffentlichung: 28. Oktober 1997                      |
| 2001 | Demolition Steamhammer (SPV)                                                   | DE16 (5 Wo.)DE | AT50 (3 Wo.)AT | CH72 (2 Wo.)CH | — | US165 (1 Wo.)US | Erstveröffentlichung: 16. Juli 2001                         |
| 2005 | Angel of Retribution Sony BMG (Sony BMG)                                       | DE5 (6 Wo.)DE | AT10 (5 Wo.)AT | CH19 (4 Wo.)CH | UK39 (2 Wo.)UK | US13 (6 Wo.)US | Erstveröffentlichung: 28. Februar 2005                      |
| 2008 | Nostradamus Sony BMG (Sony BMG)                                                | DE5 (11 Wo.)DE | AT13 (8 Wo.)AT | CH12 (5 Wo.)CH | UK30 (1 Wo.)UK | US11 (7 Wo.)US | Erstveröffentlichung: 13. Juni 2008 Verkäufe: + 10.000      |
| 2014 | Redeemer of Souls Columbia Records (Sony)                                      | DE3 (8 Wo.)DE | AT6 (6 Wo.)AT | CH6 (7 Wo.)CH | UK12 (3 Wo.)UK | US6 (7 Wo.)US | Erstveröffentlichung: 8. Juli 2014                          |
| 2018 | Firepower Columbia Records (Sony)                                              | DE2 Gold · (21 Wo.)DE | AT2 (11 Wo.)AT | CH3 (18 Wo.)CH | UK5 (3 Wo.)UK | US5 (3 Wo.)US | Erstveröffentlichung: 9. März 2018 Verkäufe: + 110.000      |
| 2024 | Invincible Shield Columbia Records (Sony)                                      | DE1 (12 Wo.)DE | AT1 (9 Wo.)AT | CH1 (8 Wo.)CH | UK2 (2 Wo.)UK | US18 (1 Wo.)US | Erstveröffentlichung: 8. März 2024                          |

grau schraffiert: keine Chartdaten aus diesem Jahr verfügbar

### Livealben
| Jahr | Titel Musiklabel                                                | Höchstplatzierung, Gesamtwochen, AuszeichnungChartplatzierungen (Jahr, Titel, Musiklabel, Platzierungen, Wochen, Auszeichnungen, Anmerkungen) | Höchstplatzierung, Gesamtwochen, AuszeichnungChartplatzierungen (Jahr, Titel, Musiklabel, Platzierungen, Wochen, Auszeichnungen, Anmerkungen) | Höchstplatzierung, Gesamtwochen, AuszeichnungChartplatzierungen (Jahr, Titel, Musiklabel, Platzierungen, Wochen, Auszeichnungen, Anmerkungen) | Höchstplatzierung, Gesamtwochen, AuszeichnungChartplatzierungen (Jahr, Titel, Musiklabel, Platzierungen, Wochen, Auszeichnungen, Anmerkungen) | Höchstplatzierung, Gesamtwochen, AuszeichnungChartplatzierungen (Jahr, Titel, Musiklabel, Platzierungen, Wochen, Auszeichnungen, Anmerkungen) | Anmerkungen                                              |
| Jahr | Titel Musiklabel                                                | DE | AT | CH | UK | US | Anmerkungen                                              |
| ---- | --------------------------------------------------------------- | --- | --- | --- | --- | --- | -------------------------------------------------------- |
| 1979 | Unleashed in the East a Columbia Records (CBS)                  | DE71 (1 Wo.)DE | — | — | UK11 (7 Wo.)UK | US70 Platin · (11 Wo.)US | Erstveröffentlichung: Oktober 1979 Verkäufe: + 1.000.000 |
| 1987 | Priest … Live! Columbia Records (CBS)                           | DE23 (14 Wo.)DE | AT22 (2 Wo.)AT | CH18 (2 Wo.)CH | UK47 (2 Wo.)UK | US38 Gold · (15 Wo.)US | Erstveröffentlichung: 21. Juni 1987 Verkäufe: + 550.000  |
| 1998 | ’98 Live Meltdown Steamhammer (SPV)                             | DE63 (1 Wo.)DE | — | — | — | — | Erstveröffentlichung: 29. September 1998                 |
| 2003 | Live in London Steamhammer (SPV)                                | DE54 (3 Wo.)DE | — | — | — | — | Erstveröffentlichung: 8. April 2003                      |
| 2009 | A Touch of Evil: Live Columbia Records (Sony)                   | — | — | — | — | US87 (1 Wo.)US | Erstveröffentlichung: 14. Juli 2009                      |
| 2010 | British Steel – 30th Anniversary – Live Columbia Records (Sony) | DE59 (1 Wo.)DE | — | CH92 (1 Wo.)CH | — | US136 (1 Wo.)US | Erstveröffentlichung: 10. Mai 2010                       |
| 2016 | Battle Cry Columbia Records (Sony)                              | DE29 (3 Wo.)DE | AT57 (1 Wo.)AT | CH34 (2 Wo.)CH | — | — | Erstveröffentlichung: 25. März 2016                      |

grau schraffiert: keine Chartdaten aus diesem Jahr verfügbar

### Kompilationen
| Jahr | Titel Musiklabel                                                        | Höchstplatzierung, Gesamtwochen, AuszeichnungChartplatzierungen (Jahr, Titel, Musiklabel, Platzierungen, Wochen, Auszeichnungen, Anmerkungen) | Höchstplatzierung, Gesamtwochen, AuszeichnungChartplatzierungen (Jahr, Titel, Musiklabel, Platzierungen, Wochen, Auszeichnungen, Anmerkungen) | Höchstplatzierung, Gesamtwochen, AuszeichnungChartplatzierungen (Jahr, Titel, Musiklabel, Platzierungen, Wochen, Auszeichnungen, Anmerkungen) | Höchstplatzierung, Gesamtwochen, AuszeichnungChartplatzierungen (Jahr, Titel, Musiklabel, Platzierungen, Wochen, Auszeichnungen, Anmerkungen) | Höchstplatzierung, Gesamtwochen, AuszeichnungChartplatzierungen (Jahr, Titel, Musiklabel, Platzierungen, Wochen, Auszeichnungen, Anmerkungen) | Anmerkungen                            |
| Jahr | Titel Musiklabel                                                        | DE | AT | CH | UK | US | Anmerkungen                            |
| ---- | ----------------------------------------------------------------------- | --- | --- | --- | --- | --- | -------------------------------------- |
| 1978 | Best of Judas Priest Gull Records (Decca)                               | — | — | — | — | — | Erstveröffentlichung: 1978             |
| 1981 | Hero, Hero Gull Records (Decca)                                         | — | — | — | — | — | Erstveröffentlichung: 1981             |
| 1993 | Metal Works ’73–’93 Columbia Records (Sony)                             | DE50 (8 Wo.)DE | — | CH40 (2 Wo.)CH | UK37 (1 Wo.)UK | US155 (2 Wo.)US | Erstveröffentlichung: 18. Mai 1993     |
| 1997 | Living After Midnight: The Best of Judas Priest Columbia Records (Sony) | — | — | — | — | — | Erstveröffentlichung: 1997             |
| 1998 | Priest Live & Rare Epic Records (Sony)                                  | — | — | — | — | — | Erstveröffentlichung: 22. April 1998   |
| 2011 | The Chosen Few Columbia Records (Sony)                                  | — | — | — | — | — | Erstveröffentlichung: 2011             |
| 2021 | Reflections: 50 Heavy Metal Years of Music Columbia Records (Sony)      | DE15 (1 Wo.)DE | AT53 (1 Wo.)AT | CH62 (2 Wo.)CH | — | — | Erstveröffentlichung: 15. Oktober 2021 |

grau schraffiert: keine Chartdaten aus diesem Jahr verfügbar

## Singles
| Jahr | Titel Album                                                            | Höchstplatzierung, Gesamtwochen, AuszeichnungChartplatzierungen (Jahr, Titel, Album, Platzierungen, Wochen, Auszeichnungen, Anmerkungen) | Höchstplatzierung, Gesamtwochen, AuszeichnungChartplatzierungen (Jahr, Titel, Album, Platzierungen, Wochen, Auszeichnungen, Anmerkungen) | Höchstplatzierung, Gesamtwochen, AuszeichnungChartplatzierungen (Jahr, Titel, Album, Platzierungen, Wochen, Auszeichnungen, Anmerkungen) | Höchstplatzierung, Gesamtwochen, AuszeichnungChartplatzierungen (Jahr, Titel, Album, Platzierungen, Wochen, Auszeichnungen, Anmerkungen) | Höchstplatzierung, Gesamtwochen, AuszeichnungChartplatzierungen (Jahr, Titel, Album, Platzierungen, Wochen, Auszeichnungen, Anmerkungen) | Anmerkungen                             |
| Jahr | Titel Album                                                            | DE | AT | CH | UK | US | Anmerkungen                             |
| ---- | ---------------------------------------------------------------------- | --- | --- | --- | --- | --- | --------------------------------------- |
| 1974 | Rocka Rolla                                                            | — | — | — | — | — | Erstveröffentlichung: 23. August 1974   |
| 1975 | Never Satisfied Rocka Rolla                                            | — | — | — | — | — | Erstveröffentlichung: 7. Januar 1975    |
| 1976 | The Ripper Sad Wings of Destiny                                        | — | — | — | — | — | Erstveröffentlichung: 19. März 1976     |
| 1977 | Diamonds and Rust Sin After Sin                                        | — | — | — | — | — | Erstveröffentlichung: 29. April 1977    |
| 1978 | Better by You, Better Than Me Stained Class                            | — | — | — | — | — | Erstveröffentlichung: 27. Januar 1978   |
| 1978 | Before the Dawn Killing Machine                                        | — | — | — | — | — | Erstveröffentlichung: 27. Oktober 1978  |
| 1979 | Take on the World Killing Machine                                      | — | — | — | UK14 (10 Wo.)UK | — | Erstveröffentlichung: 5. Januar 1979    |
| 1979 | Evening Star Killing Machine                                           | — | — | — | UK53 (4 Wo.)UK | — | Erstveröffentlichung: 27. April 1979    |
| 1979 | The Green Manalishi (With the Two-Pronged Crown) Hell Bent for Leather | — | — | — | — | — | Erstveröffentlichung: Mai 1979          |
| 1979 | Diamonds and Rust (Live) Unleashed in the East                         | — | — | — | — | — | Erstveröffentlichung: November 1979     |
| 1980 | Living After Midnight British Steel                                    | — | — | — | UK12 (7 Wo.)UK | — | Erstveröffentlichung: 15. März 1980     |
| 1980 | Breaking the Law British Steel                                         | — | — | — | UK12 (6 Wo.)UK | — | Erstveröffentlichung: 23. Mai 1980      |
| 1980 | United British Steel                                                   | — | — | — | UK26 (8 Wo.)UK | — | Erstveröffentlichung: 9. August 1980    |
| 1981 | Don’t Go Point of Entry                                                | — | — | — | UK51 (3 Wo.)UK | — | Erstveröffentlichung: 6. Februar 1981   |
| 1981 | Hot Rockin’ Point of Entry                                             | — | — | — | UK60 (3 Wo.)UK | — | Erstveröffentlichung: 10. April 1981    |
| 1981 | Heading Out to the Highway Point of Entry                              | — | — | — | — | — | Erstveröffentlichung: April 1981        |
| 1982 | You’ve Got Another Thing Comin’ Screaming for Vengeance                | — | — | — | UK66 (2 Wo.)UK | US67 (7 Wo.)US | Erstveröffentlichung: 6. August 1982    |
| 1982 | (Take These) Chains Screaming for Vengeance                            | — | — | — | — | — | Erstveröffentlichung: 15. Oktober 1982  |
| 1984 | Freewheel Burning Defenders of the Faith                               | — | — | — | UK42 (3 Wo.)UK | — | Erstveröffentlichung: 7. Januar 1984    |
| 1984 | Some Heads Are Gonna Roll Defenders of the Faith                       | — | — | — | UK97 (1 Wo.)UK | — | Erstveröffentlichung: Februar 1984      |
| 1984 | Love Bites Defenders of the Faith                                      | — | — | — | — | — | Erstveröffentlichung: April 1984        |
| 1984 | Turbo Lover Turbo                                                      | — | — | — | — | — | Erstveröffentlichung: April 1986        |
| 1984 | Locked In Turbo                                                        | — | — | — | — | — | Erstveröffentlichung: April 1986        |
| 1984 | Parental Guidance Turbo                                                | — | — | — | — | — | Erstveröffentlichung: November 1986     |
| 1988 | Johnny B. Good Ram It Down                                             | — | — | — | UK64 (2 Wo.)UK | — | Erstveröffentlichung: 9. April 1988     |
| 1990 | Painkiller                                                             | — | — | — | UK74 (2 Wo.)UK | — | Erstveröffentlichung: 1. September 1990 |
| 1991 | A Touch of Evil Painkiller                                             | — | — | — | UK58 (2 Wo.)UK | — | Erstveröffentlichung: 9. März 1991      |
| 1993 | Night Crawler Painkiller                                               | — | — | — | UK63 (1 Wo.)UK | — | Erstveröffentlichung: April 1993        |
| 2001 | Machine Man Demolition                                                 | DE90 (1 Wo.)DE | — | — | — | — | Erstveröffentlichung: 27. Mai 2001      |
| 2018 | Lightning Strike Firepower                                             | — | — | — | — | — | Erstveröffentlichung: 5. Januar 2018    |
| 2018 | Firepower                                                              | — | — | — | — | — | Erstveröffentlichung: 2. Februar 2018   |
| 2018 | Never the Heroes Firepower                                             | — | — | — | — | — | Erstveröffentlichung: 2. März 2018      |
| 2014 | Redeemer of Souls                                                      | — | — | — | — | — | Erstveröffentlichung: 29. April 2014    |
| 2014 | March of the Damned Redeemer of Souls                                  | — | — | — | — | — | Erstveröffentlichung: 19. Mai 2014      |
| 2023 | Panic Attack Invincible Shield                                         | — | — | — | — | — | Erstveröffentlichung: 13. Oktober 2023  |
| 2023 | Trial by Fire Invincible Shield                                        | — | — | — | — | — | Erstveröffentlichung: 17. November 2023 |
| 2024 | Crown of Horns Invincible Shield                                       | — | — | — | — | — | Erstveröffentlichung: 19. Januar 2024   |
| 2024 | The Serpent and the King Invincible Shield                             | — | — | — | — | — | Erstveröffentlichung: 22. Februar 2024  |

## Videografie

### Videoalben
| Jahr | Titel Musiklabel                       | Höchstplatzierung, Gesamtwochen, AuszeichnungChartplatzierungen (Jahr, Titel, Musiklabel, Platzierungen, Wochen, Auszeichnungen, Anmerkungen) | Höchstplatzierung, Gesamtwochen, AuszeichnungChartplatzierungen (Jahr, Titel, Musiklabel, Platzierungen, Wochen, Auszeichnungen, Anmerkungen) | Höchstplatzierung, Gesamtwochen, AuszeichnungChartplatzierungen (Jahr, Titel, Musiklabel, Platzierungen, Wochen, Auszeichnungen, Anmerkungen) | Höchstplatzierung, Gesamtwochen, AuszeichnungChartplatzierungen (Jahr, Titel, Musiklabel, Platzierungen, Wochen, Auszeichnungen, Anmerkungen) | Höchstplatzierung, Gesamtwochen, AuszeichnungChartplatzierungen (Jahr, Titel, Musiklabel, Platzierungen, Wochen, Auszeichnungen, Anmerkungen) | Anmerkungen                             |
| Jahr | Titel Musiklabel                       | DE | AT | CH | UK | US | Anmerkungen                             |
| ---- | -------------------------------------- | --- | --- | --- | --- | --- | --------------------------------------- |
| 1983 | Judas Priest Live                      | — | — | — | — | US— GoldUS | Erstveröffentlichung: 1983              |
| 1986 | Fuel for Life                          | — | — | — | — | US— GoldUS | Erstveröffentlichung: 19198683          |
| 1987 | Priest … Live                          | — | — | — | — | — | Erstveröffentlichung: 1987              |
| 1991 | Painkiller                             | — | — | — | — | — | Erstveröffentlichung: 1991              |
| 1993 | Metal Works 73–93                      | — | — | — | — | — | Erstveröffentlichung: 1993              |
| 2001 | British Steel                          | — | — | — | — | — | Erstveröffentlichung: 2001              |
| 2002 | Live in London                         | — | — | — | UK8 (3 Wo.)UK | — | Erstveröffentlichung: 2002              |
| 2003 | Electric Eye                           | — | — | — | UK29 (1 Wo.)UK | US— PlatinUS | Erstveröffentlichung: 24. November 2003 |
| 2005 | Rising in the East                     | — | — | — | UK7 (4 Wo.)UK | US— GoldUS | Erstveröffentlichung: 2005              |
| 2013 | Epitaph                                | — | — | — | UK4 (7 Wo.)UK | — | Erstveröffentlichung: 28. Mai 2013      |
| 2016 | Battle Cry: Live 2015 Columbia Records | — | — | — | UK2 (13 Wo.)UK | — | Erstveröffentlichung: 1. April 2016     |

### Musikvideos
| Jahr | Titel                           | Regie           |
| ---- | ------------------------------- | --------------- |
| 1980 | Living After Midnight           | Julien Temple   |
| 1980 | Breaking the Law                | Julien Temple   |
| 1981 | Don’t Go                        | Julien Temple   |
| 1981 | Heading Out to the Highway      | Julien Temple   |
| 1981 | Hot Rockin’                     | Julien Temple   |
| 1982 | You’ve Got Another Thing Comin’ | Julien Temple   |
| 1984 | Freewheel Burning               | Julien Temple   |
| 1984 | Love Bites                      | Keith MacMillan |
| 1986 | Turbo Lover                     | Wayne Isham     |
| 1986 | Locked In                       | Wayne Isham     |
| 1988 | Johnny B. Goode                 | Wayne Isham     |
| 1990 | Painkiller                      | Wayne Isham     |
| 1990 | A Touch of Evil                 | Wayne Isham     |
| 1997 | Burn in Hell                    |                 |
| 2001 | Lost and Found                  | Aubrey Powell   |
| 2005 | Revolution                      |                 |
| 2008 | War                             | Tony Luke       |

## Boxsets
| Jahr | Titel Musiklabel                    | Anmerkungen                            |
| ---- | ----------------------------------- | -------------------------------------- |
| 2004 | Metalogy Box Columbia Records(Sony) | Erstveröffentlichung: 17. Mai 2004     |
| 2011 | Single Cuts Columbia Records (Sony) | Erstveröffentlichung: 17. Oktober 2011 |

## Sonderveröffentlichungen
Kompilationen
| Jahr | Titel Musiklabel                          | Anmerkungen                                               |
| ---- | ----------------------------------------- | --------------------------------------------------------- |
| 1995 | Metal Gods – Best Zounds (Sony)           | Erstveröffentlichung: 1995 Teil der Reihe Zounds Best     |
| 1999 | Simply the Best Columbia Records (Sony)   | Erstveröffentlichung: 1999 Teil der Reihe Simply the Best |
| 2006 | The Essential Columbia Records (Sony BMG) | Erstveröffentlichung: 2006 Teil der Reihe The Essential   |

## Statistik

### Chartauswertung
|                     | DE     | AT     | CH     | UK     | US     |
| ------------------- | ------ | ------ | ------ | ------ | ------ |
| Nummer-eins-Alben   | DE1DE  | AT1AT  | CH1CH  | UK—UK  | US—US  |
| Top-10-Alben        | DE8DE  | AT4AT  | CH4CH  | UK3UK  | US2US  |
| Alben in den Charts | DE21DE | AT14AT | CH16CH | UK18UK | US21US |

|                       | DE    | AT    | CH    | UK     | US    |
| --------------------- | ----- | ----- | ----- | ------ | ----- |
| Nummer-eins-Singles   | DE—DE | AT—AT | CH—CH | UK—UK  | US—US |
| Top-10-Singles        | DE—DE | AT—AT | CH—CH | UK—UK  | US—US |
| Singles in den Charts | DE1DE | AT—AT | CH—CH | UK14UK | US1US |

|                          | DE    | AT    | CH    | UK    | US    |
| ------------------------ | ----- | ----- | ----- | ----- | ----- |
| Nummer-eins-Videoalben   | DE—DE | AT—AT | CH—CH | UK—UK | US—US |
| Top-10-Videoalben        | DE—DE | AT—AT | CH—CH | UK4UK | US—US |
| Videoalben in den Charts | DE—DE | AT—AT | CH—CH | UK5UK | US—US |

### Auszeichnungen für Musikverkäufe
| Goldene Schallplatte - Australien - 2008: für das Videoalbum Electric Eye - Japan - 1996: für das Album Painkiller - Kanada - 1982: für das Album British Steel - 1987: für das Album Priest … Live! - 1990: für das Album Painkiller - 1998: für das Album Ram it Down - Polen - 2024: für das Album Firepower - Russland - 2008: für das Album Nostradamus - Schweden - 1987: für das Album British Steel | Platin-Schallplatte - Kanada - 1984: für das Album Screaming for Vengeance - 1985: für das Album Defenders of the Faith - 1987: für das Album Turbo |

Anmerkung: Auszeichnungen in Ländern aus den Charttabellen bzw. Chartboxen sind in ebendiesen zu finden.
| Land/RegionAuszeichnungen für Musikverkäufe (Land/Region, Auszeichnungen, Verkäufe, Quellen) | Silber     | Gold       | Platin       | Verkäufe  | Quellen              |
| -------------------------------------------------------------------------------------------- | ---------- | ---------- | ------------ | --------- | -------------------- |
| Australien (ARIA)                                                                            | —          | Gold1      | —            | 7.500     | aria.com.au          |
| Deutschland (BVMI)                                                                           | —          | Gold1      | —            | 100.000   | musikindustrie.de    |
| Japan (RIAJ)                                                                                 | —          | Gold1      | —            | 100.000   | riaj.or.jp           |
| Kanada (MC)                                                                                  | —          | 4× Gold4   | 3× Platin3   | 500.000   | musiccanada.com      |
| Polen (ZPAV)                                                                                 | —          | Gold1      | —            | 10.000    | olis.pl              |
| Russland (NFPF)                                                                              | —          | Gold1      | —            | 10.000    | 2m-online.ru         |
| Schweden (IFPI)                                                                              | —          | Gold1      | —            | 50.000    | sverigetopplistan.se |
| Vereinigte Staaten (RIAA)                                                                    | —          | 10× Gold10 | 7× Platin7   | 9.750.000 | riaa.com             |
| Vereinigtes Königreich (BPI)                                                                 | 2× Silber2 | —          | —            | 120.000   | bpi.co.uk            |
| Insgesamt                                                                                    | 2× Silber2 | 20× Gold20 | 10× Platin10 |           |                      |